# Hercule Poirots jul
Hercule Poirots jul (eng. originaltitel Hercule Poirot's Christmas) är en pusseldeckare skriven av Agatha Christie. Den gavs ut 1938.
Den publicerades i USA av Dodd, Mead and Company i februari 1939 under titeln Murder for Christmas. En pocketutgåva i USA av Avon books 1947 ändrade titeln igen till A Holiday for Murder. Boken handlar om den belgiske detektiven Hercule Poirot och är ett Det låsta rummet-mysterium. Premissen är en familj som återförenas för jul och de hittar värden för sammankomsten mördad i sitt rum.
De flesta recensionerna vid tidpunkten för publiceringen var positiva, med hänvisning till "briljansen i hela konceptet", och anmärkte att "aldrig har hans [Poirots] mäktiga hjärna fungerat mer briljant". En annan ansåg att denna roman var "en stor Christie" och sade att "reglerna inte var gjorda för Agatha Christie". En recensent analyserade romanen ganska detaljerat och ansåg att denna och senare romaner hade för mycket av ett mönster i handlingen och ansåg att Poirot "blev för mycket av en färglös expert". En senare recension av Barnard var kortfattad, "Magnifikt ledtråd".

## Huvudteman
Liksom Döden till mötes (1938) är detta en roman där föräldern/offret var en sadistisk tyrann, vars natur direkt leder till att han/hon mördas. Detta tema återkommer i senare Christie-verk, som Konstiga huset (1949) och Prövad oskuld (1958).
I vissa utgåvor inleds romanen med ett epigram från Macbeth som återkommer flera gånger i själva romanen: "Men vem skulle ha trott att den gamle mannen hade så mycket blod i sig?" ("Yet who would have thought the old man to have had so much blood in him?"), ett uttalande som Simeon Lees svärdotter, Lydia, gjorde efter att Simeons lik hittats av hans familj.

## Bearbetningar

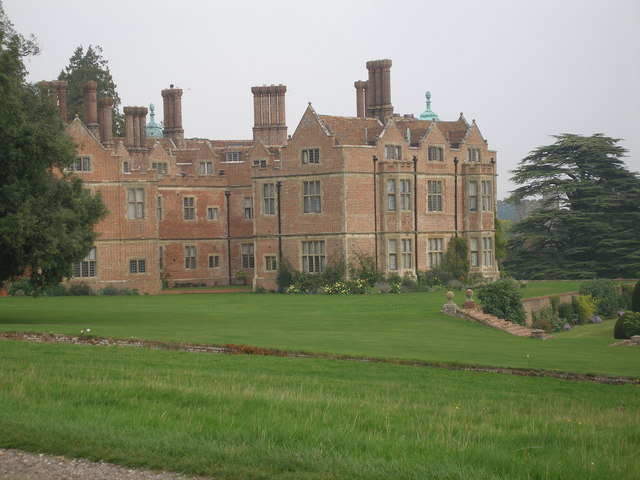
Chilham Castle användes som Gorston Hall.